# Promesse (film, 1986)
Pour les articles homonymes, voir Promesse.
Pour plus de détails, voir Fiche technique et Distribution.
Promesse (人間の約束, Ningen no yakusoku) est un film japonais de Yoshishige Yoshida sorti en 1986. 

## Synopsis
Yoshio, publicitaire de profession, découvre, un matin, le corps de Tatsu, sa vieille mère, inanimé. Se serait-elle suicidée ? Malade, souffrante, Tatsu ne supportait plus son environnement. Toutefois, l'inspecteur chargé de l'enquête soupçonne un meurtre. Ryōsaku, l'époux de Tatsu, se désigne comme coupable.

## Fiche technique
- Titre : Promesse
- Titre original : 人間の約束 (Ningen no yakusoku?)
- Réalisation : Yoshishige Yoshida
- Scénario : Yoshishige Yoshida, Fukiko Miyauchi (ja) d'après le roman de Shūichi Sae (ja)
- Photographie : Yoshihiro Yamazaki
- Musique : Haruomi Hosono
- Montage : Akira Suzuki (ja)
- Production : Kiyoshi Fujimoto pour TV Asahi, Seibu Company Ltd., Kinema Tokyo Ltd.
- Pays de production :  Japon
- Langue originale : japonais
- Genre : drame
- Format : couleur - 1,85:1 - 35 mm
- Durée : 124 minutes[1]
- Dates de sortie :
  - France : 14 mai 1986 (Festival de Cannes)[2]
  - Japon : 13 septembre 1986[1]

## Distribution
- Rentarō Mikuni : Ryōsaku
- Sachiko Murase : Tatsu, l'épouse de Ryōsaku
- Chōichirō Kawarasaki (ja) : Yoshio, le fils de Ryōsaku
- Orie Satō (ja) : Ritsuko, la femme de Yoshio
- Tetta Sugimoto (ja) : Takao, le fils de Yoshio
- Kumiko Takeda (ja) : Naoko, la fille de Yoshio
- Mieko Yūki (ja) : Noriko Nakamura
- Chōei Takahashi (ja) : Takeya Nakamura
- Reiko Tajima (ja) : Saeko Nogawa
- Kumiko Takeda (ja) : Naoko Morimoto
- Tomisaburō Wakayama : l'inspecteur Tagami
- Kōichi Satō : l'inspecteur Yoshikawa
- Masakane Yonekura (ja) : Miura, le chef de la division des enquêtes criminelles

## Autour du film
À la suite d'un silence de treize années, Yoshishige Yoshida revint au cinéma de fiction de façon inattendue. « Ici, plus d'intellectualisme ni d'hermétisme, mais une description, à la fois crue et retenue, de la déchéance physique et mentale de la vieillesse, jointe à une dénonciation impassible de l'indifférence des jeunes générations à l'égard des anciens ».
Le réalisateur s'exprime ainsi : « En faisant ce film sur l'euthanasie des personnes sénescentes dans une société elle-même vieillissante, je n'avais nullement l'objectif d'en questionner le bien-fondé. L'image récurrente de l'eau, cette eau sans cesse changeante, entendait ainsi refléter l'ignorante existence des hommes incapables de connaître leur propre mort ».
Promesse est présenté au Festival de Cannes dans la section Un certain regard.

## Distinctions

### Récompenses
- 1987 : Prix Mainichi de la meilleure actrice dans un second rôle pour Sachiko Murase et de la meilleure photographie pour Yoshihiro Yamazaki[5]

### Sélections et nominations
- 1986 : Le film est sélectionné dans la section Un certain regard du Festival de Cannes[2]
- 1987 : Prix du meilleur film, du meilleur réalisateur pour Yoshishige Yoshida et du meilleur acteur pour Rentarō Mikuni aux Japan Academy Prize[6]